# Vellerot-lès-Vercel
Vellerot-lès-Vercel é uma comuna francesa na região administrativa de Borgonha-Franco-Condado, no departamento de Doubs. Estende-se por uma área de 4,57 km². Em 2010 a comuna tinha 70 habitantes (densidade: 15,3 hab./km²).